# Palapa A1
Palapa A1 è stato il primo satellite artificiale indonesiano e il primo del sistema domestico indonesiano di telecomunicazioni satellitari "Palapa", che in gran parte l'Indonesia ha commissionato ad aziende statunitensi e per la cui messa in orbita si è avvalsa della collaborazione della NASA. L'Intelsat ("International Telecommunications Satellite Organization"), all'epoca non propriamente consultata dall'Indonesia al riguardo, ebbe diverse perplessità su questo progetto (della cui necessità erano andati palesandosi diversi dubbi) e anzi solo la risolutezza degli Americani ne consentì la realizzazione. Complessivamente, Palapa è costato all'Indonesia 161,6 milioni di dollari.
Palapa A1 era molto simile ad altri due satelliti, il canadese Anik e Wasters della Western Union (entrambi fabbricati dallo stesso produttore) a parte per il riflettore parabolico, che è stato fatto più grande per coprire opportunamente il vasto territorio indonesiano. Palapa A1 e Palapa A2, insieme, erano in grado di garantire 4.000 circuiti vocali o 12 canali televisivi simultanei.
Lanciato nel 1976, ha reso l'Indonesia la 14ª Nazione con un satellite in orbita e la seconda, dopo l'India, del cosiddetto "Terzo mondo" (ovvero, quei Paesi che non si erano schierati palesemente con gli Stati Uniti né con l'URSS).
Il nome è stato scelto dal Presidente Suharto e richiama il giuramento ("Sumpah Palapa") che il Primo Ministro Gajah Mada del Regno Majapahit fece nel XIV secolo, ovvero non mangiare "palapa" (per estensione, "cibi speziati", cioè "saporiti") fintantoché tutta Nusantara (cioè, l'Arcipelago indonesiano) non fosse stata da lui unificata.

## Storia
L'Indonesia aveva siglato un contratto per la realizzazione di Palapa A1 e A2 già nel 1975 con:
- Hughes Aircraft Company, la quale (oltre ai due satelliti) realizzò la principale stazione di controllo a Cibinong, cinque maggiori e quattro minori stazioni a Giava, Bali e Nusatenggara;
- Philco Ford Overseas Services, la quale realizzò sette stazioni maggiori e otto minori a Sumatra, Kalimantan e Sulawesi;
- Federal Electric International (ITT), la quale realizzò sei stazioni maggiori e nove minori a Sulawesi, Molucche e Irian Jaya.

Parteciparono anche le aziende locali C.V. Modern Jaya and P.T. Graha Gapura.